# Сельское поселение «Посёлок Тумнин»
Се́льское поселе́ние «Посёлок Тумнин» — муниципальное образование в Ванинском районе Хабаровского края Российской Федерации.
Административный центр — посёлок Тумнин.

## История
Статус и границы сельского поселения установлены Законом Хабаровского края от 28 июля 2004 года № 208 «О наделении посёлковых, сельских муниципальных образований статусом городского, сельского поселения и об установлении их границ».

## Население
| 2010 | 2011 | 2012  | 2013 | 2014 | 2015 | 2016 |
| ---- | ---- | ----- | ---- | ---- | ---- | ---- |
| 1000 | ↘992 | ↗1000 | ↘990 | ↘939 | ↗975 | ↘913 |
| 2017 | 2018 | 2019  | 2020 | 2021 |      |      |
| ↘879 | ↘868 | ↘854  | ↘840 | ↗875 |      |      |

## Состав сельского поселения
| № | Населённый пункт | Тип населённого пункта          | Население |
| - | ---------------- | ------------------------------- | --------- |
| 1 | Тумнин           | посёлок, административный центр | ↗875      |